# Saison 2005-2006 de l'Olympique lyonnais (féminines)
Maillots
Chronologie
Saison précédente Saison suivante
La saison 2005-2006 de la section féminine de l'Olympique lyonnais est la vingt-huitième saison consécutive du club rhônalpins en première division du championnat de France depuis 1978.
L'entraîneur Farid Benstiti et ses joueuses ont pour objectif de bien figurer dans les deux compétitions nationales. 

## Transferts
| Été 2005               |             |                  |                        |                 |
| Nom                    | Nationalité | Transfert        | Provenance/Destination | Division        |
| Arrivées               |             |                  |                        |                 |
| Simone Gomes Jatobá    | Brésil      | Contrat pro. (?) | Rayo Vallecano         | Superliga       |
| Départs                |             |                  |                        |                 |
| Christie Welsh         | États-Unis  | Fin de contrat   | New Jersey Wildcats    | NWSL            |
| Noémie Nigon           | France      | Fin de contrat   | RC Saint-Étienne       | Division 1      |
| Carole Granjon         | France      | Fin de contrat   | RC Saint-Étienne       | Division 1      |
| Jillian Nicks          | États-Unis  | Fin de contrat   | Reste au club          | Reste au club   |
| Amandine Soulard       | France      | Fin de contrat   | Reste au club          | Reste au club   |
| Hope Solo              | États-Unis  | Fin de contrat   | Libre                  | Libre           |
| Aly Wagner             | États-Unis  | Fin de contrat   | Libre                  | Libre           |
| Tara Flint             | États-Unis  | Fin de contrat   | Libre                  | Libre           |
| Floriane Chevreton     | France      | Fin de contrat   | Libre                  | Libre           |
| Alice Real             | France      | Fin de contrat   | Libre                  | Libre           |
| Vilma Cimetiere        | France      | Fin de contrat   | Libre                  | Libre           |
| Séverine Cr.-Laplantes | France      | Fin de contrat   | Libre                  | Libre           |
| Marianne Grangeon      | France      | Fin de carrière  | Fin de carrière        | Fin de carrière |
| Emmanuelle Sykora      | France      | Fin de carrière  | Fin de carrière        | Fin de carrière |
| Hiver 2005 - 2006      |             |                  |                        |                 |
| Nom                    | Nationalité | Transfert        | Provenance/Destination | Division        |
| Arrivées               |             |                  |                        |                 |
| Cécilia Josserand      | France      | Contrat pro. (?) | FC Lyon                | Division 1      |
| Shirley Cruz Traña     | Costa Rica  | Contrat pro. (?) | UCEM Alajuela          | UCEM Alajuela   |
| Dayane da Rocha        | Brésil      | Contrat pro. (?) | Novo Mundo FC          | Novo Mundo FC   |
| Mélissa Amalfitano     | France      | Contrat pro. (?) | Formée au club         | Formée au club  |
| Chrystelle Braillard   | France      | Contrat pro. (?) | Formée au club         | Formée au club  |
| Départs                |             |                  |                        |                 |
| Lorrie Fair            | États-Unis  | Fin de contrat   | Chelsea FC             | FANL-South      |
| Danielle Slaton        | États-Unis  | Fin de carrière  | Fin de carrière        | Fin de carrière |

## Parcours en Challenge de France
L'Olympique lyonnais atteint sa deuxième finale consécutive en Challenge de France.
| Challenge de France 2005 - 2006 |                 |                                          |                   |                  |                 |
| Nb.                             | Date            | Lieu                                     | Compétition       | Adversaire       | Résultat        |
| 5.                              | 18 juin 2006    | Stade Pierre-Ducourtial, Aulnat, France  | Finale            | Montpellier      | 1 - 1 (4p - 3p) |
| 4.                              | 28 mai 2006     | Plaine des Jeux de Gerland, Lyon, France | 1/2 finale (dom.) | Toulouse         | 1 - 1           |
| 3.                              | 30 avril 2006   | Plaine des Jeux de Gerland, Lyon, France | 1/4 finale (dom.) | Claix            | 4 - 0           |
| 2.                              | 2 avril 2006    | Plaine des Jeux de Gerland, Lyon, France | 1/8 finale (dom.) | La Roche-sur-Yon | 2 - 0           |
| 1.                              | 19 février 2006 | (?)                                      | 1/16 finale       | Besançon         | 6 - 1           |

## Parcours en Championnat de France
L'Olympique lyonnais finit à la troisième place du championnat.
| Saison 2005 - 2006 |                   |                                                        |                    |                     |          |
| Nb.                | Date              | Lieu                                                   | Compétition        | Adversaire          | Résultat |
| 22.                | 11 juin 2006      | Plaine des Jeux de Gerland, Lyon, France               | 22e journée (dom.) | Compiègne           | 2 - 0    |
| 21.                | 4 juin 2006       | Stade Waldeck, Vendenheim, France                      | 21e journée        | Vendeheim           | 5 - 0    |
| 20.                | 7 mai 2006        | Plaine des Jeux de Gerland, Lyon, France               | 20e journée (dom.) | Hénin-Beaumont      | 5 - 1    |
| 19.                | 16 avril 2006     | Stade Georges-Maquin, Viry-Châtillon. France           | 19e journée        | FCF Juvisy          | 4 - 0    |
| 18.                | 9 avril 2006      | Plaine des Jeux de Gerland, Lyon, France               | 18e journée (dom.) | Montpellier         | 0 - 0    |
| 17.                | 19 mars 2006      | Plaine des Jeux de Gerland, Lyon, France               | 17e journée (dom.) | Toulouse            | 0 - 0    |
| 16.                | 5 mars 2006       | Plaine des Jeux de Gerland, Lyon, France               | 15e journée (dom.) | La Roche-sur-Yon    | 4 - 0    |
| 15.                | 26 février 2006   | Stade Léo-Lagrange, Soyaux, France                     | 16e journée        | ASJ Soyaux          | 2 - 0    |
| 14.                | 8 janvier 2006    | Stade Pierre-Pibarot, Clairefontaine, France           | 14e journée        | CNFE Clairefontaine | 1 - 0    |
| 13.                | 18 décembre 2005  | Plaine des Jeux de Gerland, Lyon, France               | 13e journée (dom.) | Saint-Memmie        | 4 - 0    |
| 12.                | 11 décembre 2005  | Stade Georges-Lefèvre, St-Germain-en-Laye, France      | 12e journée        | Paris SG            | 2 - 1    |
| 11.                | 4 décembre 2005   | Plaine des Jeux de Gerland, Lyon, France               | 11e journée (dom.) | Vendeheim           | 0 - 0    |
| 10.                | 27 novembre 2005  | Stade Raymond-Delabre, Hénin-Beaumont, France          | 10e journée        | Hénin-Beaumont      | 0 - 0    |
| 9.                 | 20 novembre 2005  | Plaine des Jeux de Gerland, Lyon, France               | 9e journée (dom.)  | FCF Juvisy          | 1 - 0    |
| 8.                 | 13 novembre 2005  | Stade Joseph-Blanc, Villeneuve-lès-Maguelone, France   | 8e journée         | Montpellier         | 2 - 1    |
| 7.                 | 30 octobre 2005   | Stadium annexe 1, Toulouse, France                     | 7e journée         | Toulouse            | 0 - 0    |
| 6.                 | 16 octobre 2005   | Plaine des Jeux de Gerland, Lyon, France               | 6e journée (dom.)  | ASJ Soyaux          | 0 - 0    |
| 5.                 | 9 octobre 2005    | Stade de Saint-André d'Ornay, La Roche-sur-Yon, France | 5e journée         | La Roche-sur-Yon    | 4 - 0    |
| 4.                 | 2 octobre 2005    | Plaine des Jeux de Gerland, Lyon, France               | 4e journée (dom.)  | CNFE Clairefontaine | 1 - 1    |
| 3.                 | 18 septembre 2005 | Stade du Moulin-Picot, Saint-Memmie, France            | 3e journée         | Saint-Memmie        | 2 - 0    |
| 2.                 | 11 septembre 2005 | Plaine des Jeux de Gerland, Lyon, France               | 2e journée (dom.)  | Paris SG            | 1 - 0    |
| 1.                 | 4 septembre 2005  | Stade Paul-Cosyns, Compiègne, France                   | 1re journée        | Compiègne           | 1 - 1    |

### Classement
| Rang | Équipe                   | Pts | J  | G  | N | P  | Bp | Bc | Diff |
| ---- | ------------------------ | --- | -- | -- | - | -- | -- | -- | ---- |
| 1    | FCF Juvisy               | 85  | 22 | 21 | 0 | 1  | 83 | 15 | +68  |
| 2    | Montpellier HSC T CF     | 76  | 22 | 17 | 3 | 2  | 68 | 15 | +53  |
| 3    | Olympique lyonnais       | 60  | 22 | 10 | 8 | 4  | 34 | 12 | +22  |
| 4    | Toulouse FC              | 59  | 22 | 11 | 4 | 7  | 38 | 18 | +20  |
| 5    | CNFE Clairefontaine      | 56  | 22 | 10 | 4 | 8  | 42 | 31 | +11  |
| 6    | ASJ Soyaux               | 56  | 22 | 10 | 4 | 8  | 40 | 30 | +10  |
| 7    | FCF Hénin-Beaumont       | 51  | 22 | 9  | 2 | 11 | 27 | 51 | -24  |
| 8    | Paris SG                 | 49  | 22 | 8  | 3 | 11 | 26 | 32 | -6   |
| 9    | US Compiègne P           | 43  | 22 | 5  | 6 | 11 | 23 | 41 | -18  |
| 10   | ESOFV La Roche-sur-Yon P | 37  | 22 | 4  | 3 | 15 | 19 | 55 | -36  |
| 11   | FC Vendenheim            | 34  | 22 | 2  | 6 | 14 | 14 | 53 | -39  |
| 12   | Saint-Memmie Olympique   | 32  | 22 | 3  | 1 | 18 | 15 | 76 | -61  |

|  | Qualifié pour la Coupe UEFA 2006-2007 (Premier tour). |
|  | Relégué en Division 2. |
|  | T Tenant du titre. P Promu de Division 2. CF Vainqueur du Challenge de France 2005-2006. Pts points ; G victoires ; N match nuls ; P défaites Bp buts marqués ; Bc buts encaissés ; Diff différence de buts |

### Évolution du classement
Leader du championnat

## Statistiques individuelles
| Nb.           | Joueuse             | Total | Championnat | Challenge de France |
| 1.            | Sandrine Brétigny   | 13    | 11          | 2                   |
| 2.            | Delphine Blanc      | 5     | 4           | 1                   |
| 3.            | Mélissa Amalfitano  | 5     | 3           | 2                   |
| 4.            | Alix Faye-Chellali  | 5     | 3           | 2                   |
| 5.            | Shirley Cruz Traña  | 4     | 3           | 1                   |
| 6.            | Dayane da Rocha     | 4     | 3           | 1                   |
| 7.            | Sandrine Dusang     | 4     | 2           | 2                   |
| 8.            | Simone Gomes Jatobá | 2     | 1           | 1                   |
| 9.            | Ludivine Bruet      | 1     | 1           | 0                   |
| 10.           | Sarah Chorfa        | 1     | 1           | 0                   |
| 11.           | Claire Morel        | 1     | 1           | 0                   |
| 12.           | Aurélie Naud        | 1     | 1           | 0                   |
| 13.           | Cécilia Jossérand   | 1     | 0           | 1                   |
| 14.           | Aurélie Kaci        | 1     | 0           | 1                   |
| Total Général | Total Général       | 48    | 34          | 14                  |

## Chiffres marquants
- 20e joueuse à avoir inscrit au moins 1 but avec l'OL : Shirley Cruz Traña (en championnat de D1, à Soyaux (2-0), le 26 février 2006).
- 100e but de l'histoire de l'OL : Mélissa Amalfitano (en championnat de D1, face à Hénin-Beaumont (5-1), le 7 mai 2006).